# برج أوتو

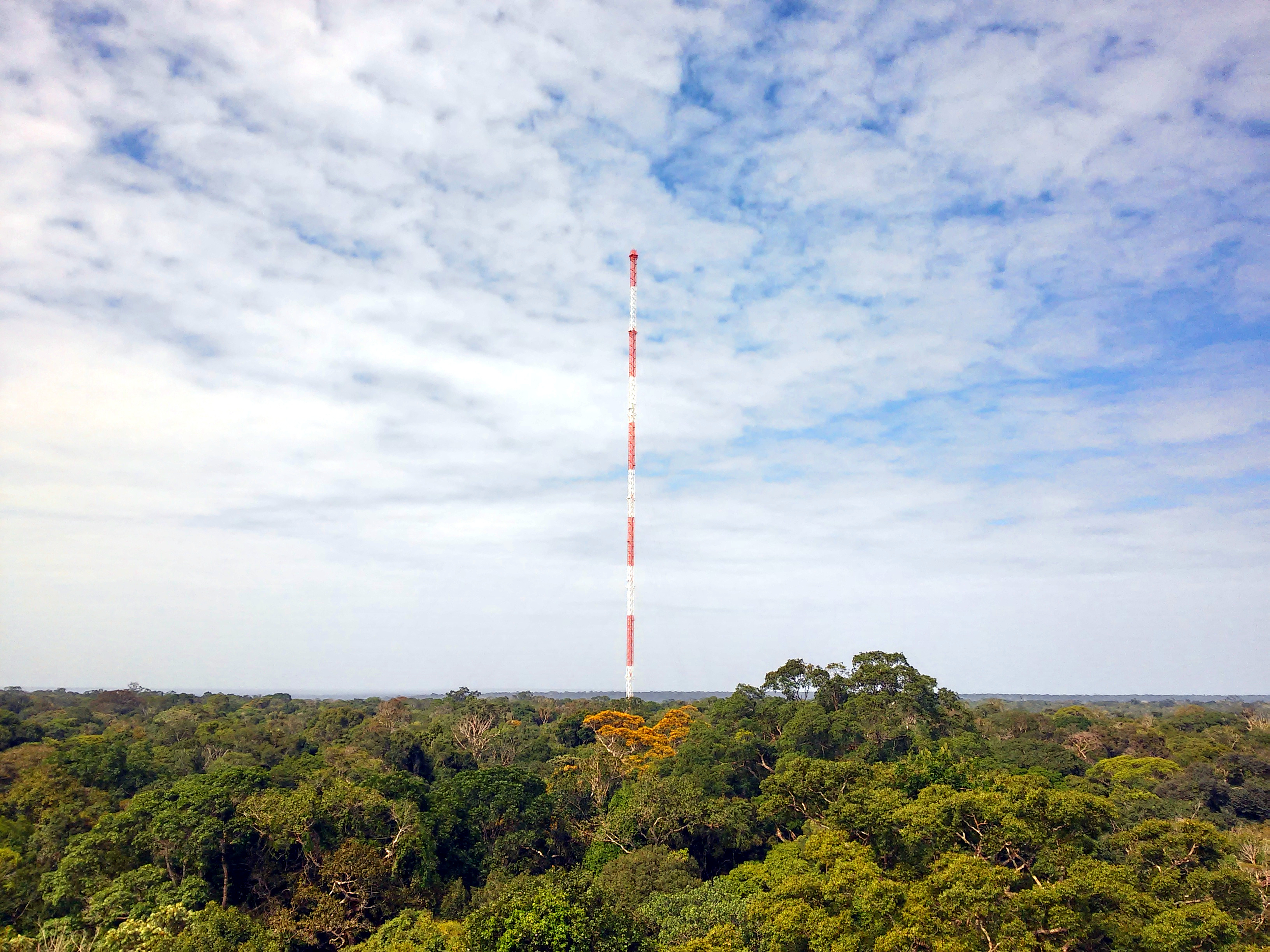
صورة لبرج أوتو التُقِطَت بواسطة برج ارتفاعه 80 مترًا.

برج أوتو أو مرصد برج الأمازون العالي  (الإنجليزية: Tall Tower Observatory Amazonian) هو أعلى برج يبنى حتى الآن (2015) بغرض مراقبة والمحافظة على البيئة في غابات الأمازون. يصل ارتفاع البرج نحو 325 متر من الفولاذ ويتكلف نحو 9 ملايين دولار أمريكي. سيبدأ تشغيل البرج في عام 2017 حيث يساعد الجهات المختصة الحكومية على تتبع احترام التعليمات الرسمية للمحافظة على البيئة. تموله البرازيل وألمانيا.
يقع البرج في وسط غابات الأمازون على بعد نحو 160 كيلومتر من أقرب مدينة وهي مدينة ماناوس؛ وسوف يحصل العلماء منه على معلومات عن تغير البيئة. أنشيء برج مثيل له في سيبيريا وهو برج «زوتو»: ZOTTO) Zotino Tall Tower Observation Facilitysibirischen Taiga) في التايجا.
سيزود البرج بأحدث أجهزة للقياس حيث يقوم بقياس درجة الحرارة وغازات الاحتباس الحراري والتغيرات الكيميائية في الجو التي تعمل على نشأة أحوال جوية صعبة مثل الجفاف والفيضانات. أختير مكان البرج ليكون بعيدا عن شوشرة الأماكن المعمورة.
تبنت البرازيل وألمانيا بناء وتشغيل هذا المرصد وتعاقدتا على إنشائه في عام 2009 ؛ أشترك من الجهة الألمانية «معهد ماكس بلانك للكيمياء والكيمياء الحيوية» و«المعهد الاتحادي (الألماني) لبحوث الأمازون»
INPA ومن البرازيل جامعة ولاية الأمازون UEA، على أن تتكفل كل من البرازيل وألمانيا بنصف التكلفة البالغة نحو 9 ملايين دولار أمريكي بالكامل.